# Turkisk fjärilsrök
Turkisk fjärilsrök (Hypecoum pseudograndiflorum) är en vallmoväxtart som beskrevs av Petrovic. Enligt Catalogue of Life ingår Turkisk fjärilsrök i släktet fjärilsrökar och familjen vallmoväxter, men enligt Dyntaxa är tillhörigheten istället släktet fjärilsrökar och familjen vallmoväxter. Arten förekommer tillfälligt i Sverige, men reproducerar sig inte. Inga underarter finns listade i Catalogue of Life.